# Jean-Marie-Philippe Dubourg
Jean-Marie-Philippe Du Bourg, né à Toulouse le 23 août 1751 et mort à Limoges le 31 janvier 1822, est un homme d'Église français des XVIIIe siècle et XIXe siècle. 

## Biographie
Jean-Marie-Philippe Du Bourg, fils de noble Valentin Du Bourg, conseiller au Parlement, naquit le 23 août 1751 à Toulouse, dans la paroisse Saint-Étienne. Issu d'une des plus grandes familles toulousaines, il s'orienta très tôt vers l'état ecclésiastique, étant tonsuré à neuf ans, le 1er août 1761. Il fit ses études à Paris, au collège d'Harcourt en entra au séminaire Saint-Magloire. Il obtint à la Sorbonne un doctorat en théologie à l'âge de 27 ans.
Quelques mois après son accès à la prêtrise, le 21 septembre 1775, il fut fait chanoine de la cathédrale Saint-Étienne, fonction qu'il occupa jusqu'à la Révolution. Parallèlement, il consacra une partie de sa fortune à la maison des sourds-muets de l'abbé Sicard, à Toulouse, et fonda la maison dite du Bon Jésus pour les filles repenties, maison qui fut victime d'un incendie. Il devint également franc-maçon, membre de la loge l'Encyclopédique.
Lors de la Révolution, l'abbé Du Bourg rejeta la Constitution civile du clergé et fut fait vicaire général de l'Église de Toulouse par l'archevêque François de Fontanges. Contre-révolutionnaire, il parvint à faire héberger quatre cents ecclésiastiques et religieuses dans différentes maisons de la ville et organisa le culte clandestin avec les prêtres réfractaires, disputant les fidèles à l'évêque constitutionnel Antoine Pascal Hyacinthe Sermet. Bien que sa tête fut mise à prix, il refusa d'émigrer, ayant pris par ailleurs pour habitude d'écrire Non emigrabo en tête de ses lettres. Obligé de changer de cache à plusieurs reprises, il réussit toujours à échapper aux autorités révolutionnaires et continua ses activités clandestines, distribuant par exemple des brochures et pamphlets contre-révolutionnaires. Il se présenta le 25 juillet 1800 à la municipalité de Toulouse pour se soumettre à la Constitution de l'an VIII. 
En mai 1802, l'abbé Du Bourg accepta de devenir évêque de Limoges et le sacre eut lieu le 7 juin. Il décéda le 31 janvier 1822 et le vicaire général Massainguiral procéda à la publication de son testament, qualifié de « monument de piété ».